# Кастело (Л'Аквила)
Кастело (итал. Castello) је насеље у Италији у округу Л'Аквила, региону Абруцо.
Према процени из 2011. у насељу је живело 28 становника. Насеље се налази на надморској висини од 854 м.